# 1582 Martir
1582 Martir је астероид главног астероидног појаса са пречником од приближно 36,79 .
Афел астероида је на удаљености од 3,561 астрономских јединица (АЈ) од Сунца, а перихел на 2,748 АЈ.
Ексцентрицитет орбите износи 0,128, инклинација (нагиб) орбите у односу на раван еклиптике 11,612 степени, а орбитални период износи 2046,884 дана (5,604 година).
Апсолутна магнитуда астероида је 10,90 а геометријски албедо 0,057.
Астероид је откривен 15. јуна 1950. године.